# Anna Wierzbicka
Anna Wierzbicka (ur. 10 marca 1938 w Warszawie) – polska językoznawczyni, znana dzięki pracom z dziedziny semantyki, pragmatyki i językoznawstwa międzykulturowego. Jest twórczynią naturalnego metajęzyka semantycznego.

## Życiorys
Urodziła się 10 marca 1938 w Warszawie, jako córka Marii i Tadeusza Smoleńskich. Końcówkę wojny spędziła wraz z matką i starszą siostrą w obozie pracy w Hameln.
W 1954 roku, w wieku 16 lat, rozpoczęła studia na Wydziale Polonistyki Uniwersytetu Warszawskiego. Tam poznała Piotra Wierzbickiego, za którego wyszła krótko po uzyskaniu dyplomu.
Pracę naukową kontynuowała w Instytucie Badań Literackich PAN, pod kierunkiem prof. Marii Renaty Mayenowej. Swoją pracę doktorską obroniła w 1964 roku, a w roku 1969 otrzymała habilitację.
Po rozwodzie z Wierzbickim, w 1970 wyszła za mąż za Johna Besemeresa. W 1972 razem wyjechali do Australii.
Od 1973 roku pracuje w Australian National University. Jest członkiem Australian Academy of Humanities, Australian Academy of Social Science, Rosyjskiej Akademii Nauk i Polskiej Akademii Umiejętności.

## Nagrody i odznaczenia
- nagroda Humboldta dla Zagranicznych Badaczy w dziedzinie humanistyki (1995)
- doktorat honoris causa – Uniwersytet Marii Curie-Skłodowskiej (2004)[3]
- doktorat honoris causa – Uniwersytet Warszawski (2006)[4]
- Międzynarodowa Nagroda Dobruszyna za rok 2010
- Nagroda Fundacji na rzecz Nauki Polskiej w dziedzinie nauk humanistycznych i społecznych za rok 2010, za stworzenie teorii naturalnego metajęzyka semantycznego oraz odkrycie zbioru znaczeń elementarnych wspólnych dla wszystkich języków[5].

## Dzieła Anny Wierzbickiej
- Imprisoned in English: The hazards of English as a default language (2014)
- Experience, Evidence, and Sense: The hidden cultural legacy of English (2010)
- Semantyka. Jednostki elementarne i uniwersalne (2006) (tłumaczenie książki Semantics: Primes and Universals z 1996 r.)
- English. Meaning and Culture (2006)
- Co mówi Jezus? Objaśnianie przypowieści ewangelicznych w słowach prostych i uniwersalnych (What Did Jesus Mean? Explaining the Sermon on the Mount and the Parables in simple and universal human concepts, 2001, wyd. polskie 2002 – okrojone)
- Język – umysł – kultura (1999, wybór prac naukowych)
- Emotions Across Languages and Cultures: Diversity and universals (1999)
- Understanding Cultures Through Their Key Words: English, Russian, Polish, German, Japanese (1997) polskie tłumaczenie: Słowa klucze. Różne języki – różne kultury (2007)
- Semantics: Primes and Universals (1996)
- Semantics, Culture and Cognition: Universal human concepts in culture-specific configurations (1992)
- Cross-cultural pragmatics: The semantics of human interaction (1991)
- The Semantics of Grammar (1988)
- English Speech Act Verbs: A semantic dictionary (1987)
- Lexicography and Conceptual Analysis (1985)
- The Case for Surface Case (1980)
- Lingua Mentalis: The semantics of natural language (1980)
- Semantic Primitives (1972)